# На самотно място
„На самотно място“ (на английски: In a Lonely Place) е американски филм от 1950 година, драма на режисьора Никълъс Рей по сценарий на Едмънд Норт и Андрю Солт, базиран на едноименния роман на Дороти Хюз. Главните роли се изпълняват от Хъмфри Богарт, Глория Греъм, Франк Лъвджой, Арт Смит.

## Сюжет
В центъра на сюжета е любовната връзка между холивудски сценарист в творческа криза и млада жена, която му осигурява фалшиво алиби за убийство, в което е заподозрян, но с времето започва да се съмнява в неговата невинност, заради избухливостта му и пристъпите на агресия. 

## В ролите
| Актьор           | Роля                  |
| ---------------- | --------------------- |
| Хъмфри Богарт    | Диксън Стийл          |
| Глория Греъм     | Лоръл Грей            |
| Франк Лъвджой    | детектив Бруб Николай |
| Арт Смит         | Мел Липман            |
| Карл Бентън Рийд | капитан Лохнер        |
| Марта Стюарт     | Милдред Аткинсън      |
| Джеф Донъл       | Силвия Николай        |
| Робърт Уоруик    | Чарли Уотърман        |
| Морис Анкръм     | Лойд Барнс            |
| Уилям Чинг       | Тед Бартън            |
| Стивън Герай     | Пол, слуга            |
| Хада Брукс       | Певица                |